# 普里切特 (科罗拉多州)
普里切特（英語：Pritchett），是美国科罗拉多州巴卡县下属的一座城市。建市于1905年4月6日，面积大约为0.233平方英里（0.604平方公里）。根据2010年美国人口普查，该市有人口140人。2011年估计该市有人口140人，相比2010年人口增长率为0.00%。同时，论人口该市是科罗拉多州第245大城市。